# Jack McLoughlin
Jack Alan McLoughlin (* 1. Februar 1995 in Brisbane) ist ein ehemaliger australischer Schwimmer. Er erhielt bei Olympischen Spielen eine Silbermedaille und bei Weltmeisterschaften eine Goldmedaille. Hinzu kamen eine Gold- und eine Silbermedaille bei Commonwealth Games.

## Karriere
Jack McLoughlin schwamm für den Chandler Swimming Club in Brisbane.
Bei den Juniorenweltmeisterschaften 2013 schied McLoughlin über 400, 800 und 1500 Meter Freistil im Vorlauf aus. Mit der 4-mal-200-Meter-Freistilstaffel gewann er die Silbermedaille hinter den Briten. 2015 bei der Universiade in Gwangju wurde McLoughlin über 800 und 1500 Meter Freistil jeweils Fünfter. Über 400 Meter Freistil belegte er den zweiten Platz hinter dem Briten Jay Lelliott. Mit der 4-mal-200-Meter-Freistilstaffel gewann er ebenfalls Silber, hier siegte das Team USA. 2016 konnte sich Jack McLoughlin für die Olympischen Spiele in Rio de Janeiro qualifizieren. Über 1500 Meter Freistil schwamm er in 14:56,02 Minuten die neuntschnellste Zeit und verfehlte die Finalteilnahme um 0,62 Sekunden. Sein Landsmann Mack Horton erreichte das Finale und wurde Fünfter.
2017 bei den Weltmeisterschaften in Budapest nahm McLoughlin zunächst an den Wettbewerben im Freiwasser teil. Er wurde 23. über fünf Kilometer. Mit dem Mixed-Team belegte er den vierten Platz. Im Schwimmbecken schied McLoughlin sowohl über 800 Meter als auch über 1500 Meter Freistil im Vorlauf aus. Im April 2018 fanden in Gold Coast die Commonwealth Games 2018 statt. Über 400 Meter Freistil siegte Mack Horton vor McLoughlin. Über 1500 Meter Freistil gewann McLoughlin mit anderthalb Sekunden Vorsprung vor dem Waliser Daniel Jervis, Horton wurde Dritter. Vier Monate später bei den Pan Pacific Swimming Championships 2018 in Tokio wurde McLoughlin über 1500 Meter Freistil Vierter hinter drei Schwimmern aus den Vereinigten Staaten. Über 400 Meter Freistil siegte McLoughlin knapp vor Mack Horton, der seinerseits über eine Sekunde Vorsprung auf den Drittplatzierten Zane Grothe aus den Vereinigten Staaten hatte. Über 800 Meter Freistil schließlich siegte Zane Grothe vor seinem Landsmann Jordan Wilimovsky, McLoughlin erhielt die Bronzemedaille.
2019 bei den Weltmeisterschaften in Gwangju belegte McLoughlin den sechsten Platz über 400 Meter Freistil. Über 800 Meter Freistil wurde er Vierter mit einer halben Sekunde Rückstand auf den drittplatzierten Franzosen David Aubry. In der 4-mal-200-Meter-Freistilstaffel schwammen Alexander Graham, Jack McLoughlin, Thomas Fraser-Holmes und Mack Horton die viertschnellste Vorlaufzeit. Im Endlauf waren Clyde Lewis, Kyle Chalmers, Alexander Graham und Mack Horton sechs Sekunden schneller als die Vorlaufstaffel und gewannen vor den Russen und der Staffel aus den Vereinigten Staaten. Alle sechs beteiligten Schwimmer erhielten eine Goldmedaille, wie dies seit 1984 üblich ist.
2021 fanden die wegen der COVID-19-Pandemie verschobenen Olympischen Spiele in Tokio statt. McLoughlin hatte sich über 400 Meter Freistil als Zweitbester der australischen Trials und über 800 und 1500 Meter als Bester der Ausscheidungswettkämpfe qualifiziert. Zunächst stand der Wettkampf über 400 Meter Freistil auf dem Programm. Im fünften Vorlauf waren mit McLoughlin und Elijah Winnington beide Australier gleich schnell, beide schwammen die viertbeste Vorlaufzeit. Im Finale war zunächst Winnington in Führung, ab 150 Meter führte bis zur letzten Wende McLoughlin. Erst auf der Schlussbahn kam der Tunesier Ahmed Hafnaoui auf und siegte mit 0,16 Sekunden vor McLoughlin. Dritter wurde Kieran Smith aus den Vereinigten Staaten, während Winnington erst als Siebter das Ziel erreichte. Über 800 Meter Freistil war McLoughlin Vorlaufsechster, im Finale erreichte er den fünften Platz. Am Tag nach dem 800-Meter-Finale wurden die Vorläufe über 1500 Meter Freistil ausgetragen. McLoughlin wurde in 14:56,98 Minuten Zehnter der Vorläufe, für den Finaleinzug fehlten ihm mehr als vier Sekunden.

## Bestzeiten
McLoughlins Bestzeiten waren:
- 400 Meter Freistil: 3:43,27 Minuten, aufgestellt am 12. Juni 2021 in Adelaide bei den Olympic Trials
- 800 Meter Freistil: 7:42,51 Minuten, aufgestellt am 14. Juni 2021 in Adelaide bei den Olympic Trials
- 1500 Meter Freistil: 14:47,09 Minuten, aufgestellt am 10. April 2018 in Gold Coast bei den Commonwealth Games